# نزدیکی منقطع
نزدیکی منقطع یا مقاربت منقطع به معنی بیرون کشیدن آلت تناسلی از واژن قبل از شروع انزال است. یکی از روش‌های نخستین و تاریخی پیشگیری از بارداری است. این روش چندان مطمئن نیست، زیرا در ترشحات اولیه هزاران اسپرم وجود دارد که وارد رحم شده  و می‌تواند عامل بارداری شود.